# AZS AWF Poznań (piłka siatkowa kobiet)
AZS AWF Poznań – polska kobieca akademicka drużyna siatkarska, będąca sekcją klubu sportowego AZS-AWF Poznań, działającego przy  Akademii Wychowania Fizycznego im. Eugeniusza Piaseckiego w Poznaniu.
Klub ten nie istnieje od sezonu 2009/2010. W 2009 roku klub odsprzedał licencję na grę w II lidze klubowi z Murowanej Gośliny – KS Piecobiogazowi.